# Tripura
Tripura là một bang nằm tại Đông Bắc Ấn Độ. Đây là bang nhỏ thứ ba toàn quốc với diện tích 10.491 km2 (4.051 dặm vuông Anh) và có biên giới quốc tế với Bangladesh (giáp các phân khu Sylhet và Chittagong) ở phía bắc, phía nam, và phía tây, và có biên giới quốc nội với hai bang Assam và Mizoram ở phía đông. Theo điều tra năm 2011, bang có 3.671.032 cư dân, trong đó các cộng đồng bản địa chiếm khoảng 30%. Người Bengal chiếm đa số trong dân cư, còn người Tripura nói tiếng Kokborok là nhóm chiếm đa số trong các bộ lạc. Tripura cùng với quốc gia Bangladesh và bang Tây Bengal tạo thành khu vực dân tộc-ngôn ngữ Bengal.
Trong nhiều thế kỷ, khu vực nay là Tripura nằm dưới quyền cai trị của triều đại Tripura. Tripura trở thành một phiên vương quốc trong thời gian người Anh đô hộ Ấn Độ, rồi gia nhập nước Ấn Độ độc lập vào năm 1949. Kể từ đó, xung đột sắc tộc giữa người bản địa và người Bengal dẫn đến căng thẳng và bạo động rải rác, song việc thành lập các đơn vị hành chính bộ lạc tự trị và áp dụng các chiến lược khác đã giúp đem hòa bình đến bang.
Tripura có vị trí địa lý bất lợi bên trong Ấn Độ, chỉ có một xa lộ lớn là Quốc lộ 44 kết nối bang với phần còn lại của quốc gia. Năm dãy núi là Boromura, Atharamura, Longtharai, Shakhan và Jampui chạy từ bắc đến nam Tripura, xen lẫn là các thung lũng. Thủ phủ Agartala nằm trên một bình nguyên ở phía tây. Tripura có khí hậu xa van nhiệt đới, nhận được lượng mưa lớn theo mùa từ gió mùa tây nam. Các khu rừng bao phủ trên một nửa diện tích của bang. Tripura có số lượng loài linh trưởng cao nhất trong số các bang tại Ấn Độ.
Do bị cô lập về vị trí địa lý, Tripura gặp trở ngại trong phát triển kinh tế, bị nghèo khổ và thất nghiệp đe dọa. Cơ sở hạ tầng tại Tripura có hạn chế. Hầu hết cư dân trong bang tham gia vào lĩnh vực nông nghiệp và các hoạt động có liên quan, song lĩnh vực dịch vụ đóng góp lớn nhất vào tổng sản phẩm quốc nội của bang. Các yếu tố văn hóa Ấn Độ chủ đạo, đặc biệt là từ văn hóa Bengal, cùng tồn tại với các tập tục truyền thống của các dân tộc bản địa, như các vũ đạo khác nhau được trình diễn trong các lễ hội; việc sử dụng các nhạc cụ và trang phục địa phương; và thờ phụng các thổ thần.

## Tên gọi
Trong tiếng Phạn, tên gọi Tripura có nghĩa là "ba thành phố". Tên tiếng Phạn có liên hệ với Tripura Sundari, là thần chủ trì của đền Tripura Sundari tại Udaipur, và đền là một trong 51 Shakti Peetha (các trung tâm hành hương của giáo phái Shakti); và đến bạo quân truyền thuyết Tripur từng cai trị khu vực. Tripur là hậu duệ thứ 39 của Druhyu, Druhyu thuộc dòng dõi của Yayati- một quốc vương của triều đại Lunar.
Tuy nhiên, có các ý kiến nghi ngờ về nguồn gốc tên gọi Tripura, đề cao khả năng dạng tiếng Phạn chỉ là do một từ nguyên dân gian của một tên tiếng Tạng-Miến (Kokborok). Các biến thể của tên gọi gồm có Twipra, Tuipura và Tippera. Một từ nguyên tiếng Kokborok bắt nguồn từ tui (nước) và pra (gần) được đề xuất; biên giới của Tripura mở rộng đến vịnh Bengal khi các quốc vương của nó nắm quyền cai trị từ vùng đồi Garo thuộc Meghalaya đến Arakan thuộc Myanmar ngày nay; do đó tên gọi có thể phản ánh sự lân cận với biển.

## Lịch sử
Không có bằng chứng về các khu định cư hạ kỳ và trung kỳ đồ đá cũ tại Tripura, song phát hiện được các công cụ thượng kỳ đồ đá mới làm từ gỗ nay đã hóa thạch tại các thung lũng Haora và Khowai. Sử thi Mahabharata; bản văn tôn giáo cổ Purana; và các chiếu thư của Ashoka đều đề cập đến Tripura. Một tên gọi cổ của Tripura là Kirat Desh ("vùng đất của Kirat"), có lẽ ám chỉ đến các vương quốc Kirata hay thuật ngữ Kirata tổng quát hơn.:155 Tuy nhiên, không rõ liệu phạm vi Tripura hiện nay có ranh giới tương ứng với Kirat Desh hay không. Khu vực nằm dưới quyền cai trị của Vương quốc Twipra trong hàng thế kỷ, song không có tư liệu về niên đại. Rajmala là một biên niên sử về các quốc vương Tripura, nó được viết lần đầu vào thế kỷ XV, cung cấp một danh sách gồm 179 quốc vương từ thời cổ cho đến Krishna Kishore Manikya (1830–1850),:3 song tính khả tín của Rajmala bị nghi ngờ.

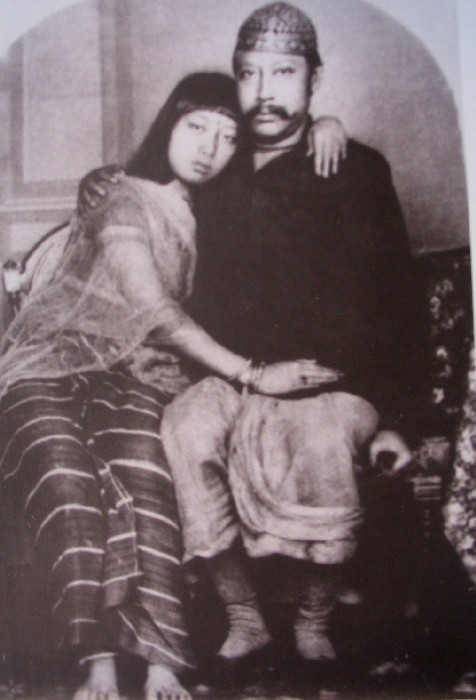
Quốc vương Bir Chandra Manikya (trị vì 1862-1896) cùng Vương hậu Manamohini

Biên giới của vương quốc thay đổi theo thời gian, tại các thời điểm khác nhau, biên giới mở rộng về phía nam đến các khu rừng Sundarban bên vịnh Bengal; về phía đông đến Myanmar; và về phía bắc đến biên giới của Vương quốc Kamarupa tại Assam. Từ thế kỷ XIII trở đi, người Hồi giáo từng vài lần tiến hành xâm chiếm khu vực, cực điểm là Đế quốc Mogul thống trị các đồng bằng của vương quốc vào năm 1733, song quyền lực của họ chưa từng mở rộng đến các vùng đồi. Người Mogul có uy thế trong việc bổ nhiệm các quốc vương của Tripura. Tripura trở thành một phiên vương quốc trong giai đoạn Anh Quốc cai trị Ấn Độ. Các quốc vương của Tripura có một bất động sản tại Ấn Độ thuộc Anh, được gọi là huyện Tippera hay Chakla Roshnabad (nay là huyện Comilla của Bangladesh), cùng với một khu vực độc lập gọi là Đồi Tippera mà nay là Tripura. Udaipur nằm tại nam bộ của Tripura và đóng vai trò là kinh đô của vương quốc cho đến khi Quốc vương Krishna Manikya dời đô đến Agartala Cổ trong thế kỷ XVIII. Kinh đô được dời đến thành phố mới Agartala trong thế kỷ XIX. Quốc vương Bir Chandra Manikya (1862–1896) tái cấu trúc chính quyền theo mô hình của Ấn Độ thuộc Anh, và ban hành các cải cách bao gồm việc thành lập Hội đồng thành phố Agartala.
Sau khi Ấn Độ độc lập vào năm 1947, huyện Tippera trở thành một bộ phận của Đông Pakistan, còn Đồi Tippera vẫn nằm dưới quyền của hội đồng nhiếp chính cho đến năm 1949. Nhiếp chính của Tripura là Vương hậu Kanchanprabha Devi ký vào Hiệp định Hợp nhất Tripura vào ngày 9 tháng 9 năm 1949, theo đó Tripura trở thành một bộ phận của Ấn Độ.:3 Tripura gia nhập Liên bang Ấn Độ vào ngày 15 tháng 10 năm 1949 với địa vị một bang loại "C", trở thành một Lãnh thổ liên bang không có cơ quan lập pháp vào tháng 11 năm 1956 và nội các tuyển cử nhậm chức vào tháng 7 năm 1963.:3 Việc Ấn Độ bị phân chia sau khi độc lập gây nên các trở ngại lớn về kinh tế và cơ sở hạ tầng đối với Tripura, giao thông đường bộ giữa Tripura và các thành thị lớn của Ấn Độ phải đi theo đường vòng. Trước khi phân chia, khoảng cách đường bộ giữa Kolkata và Agartala là dưới 350 km (220 mi), song tăng lên 1.700 km (1.100 mi) sau khi phân chia do phải tránh Đông Pakistan. Cô lập về địa chính trị của Tripura càng tăng thêm do không có giao thông đường sắt.:93
Một số nơi tại Tripura từng bị Quân đội Pakistan pháo kích trong Chiến tranh Ấn Độ-Pakistan 1971. Sau chiến tranh, chính phủ Ấn Độ tái tổ chức khu vực Đông Bắc nhằm bảo đảm kiểm soát hiệu quả biên giới quốc tế; trong đó ba bang mới được hình thành vào ngày 21 tháng 1 năm 1972: Meghalaya, Manipur và Tripura. Kể từ khi Ấn Độ bị phân chia, người Bengal theo Ấn Độ giáo di cư đến Tripura trong thân phận người tị nạn từ Đông Pakistan;:3–4 số người Bengal đến định cư tăng lên trong thời gian diễn ra Chiến tranh giải phóng Bangladesh vào năm 1971. Trước khi Ấn Độ độc lập, hầu hết cư dân trong bang là người bản địa;:9 song họ hiện là thiểu số. Xung đột sắc tộc giữa các bộ lạc và cộng đồng người Bengal nhập cư chiếm đa số dẫn đến các hành động bạo lực rải rác, và một cuộc nổi dậy kéo dài hàng thập niên. Tình trạng này dần hạ nhiệt sau khi thành lập một hội đồng khu vực tự trị bộ lạc và tiến hành các chiến dịch bình loạn chiến lược,

## Địa lý và khí hậu

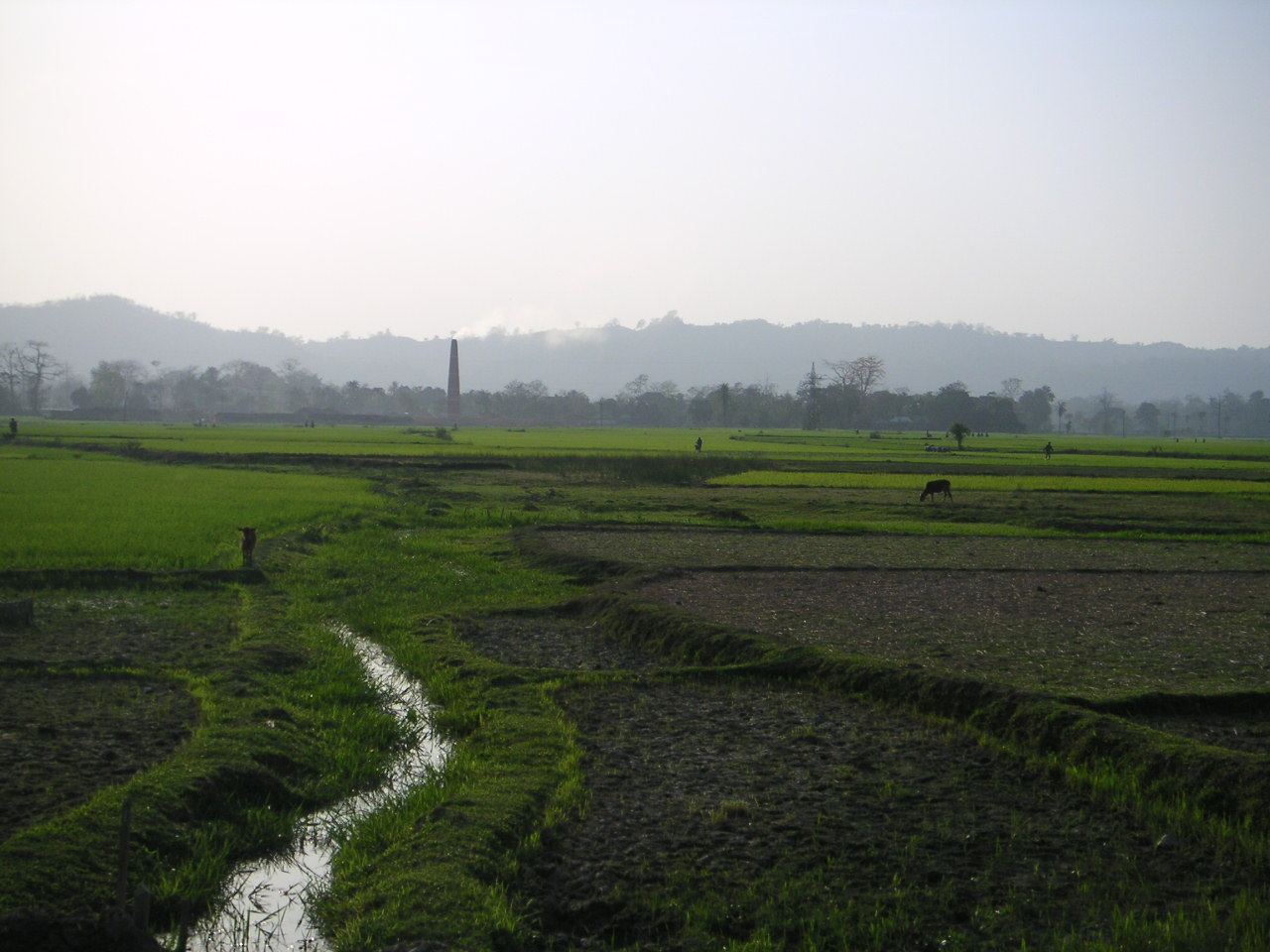
Lúa được trồng trên các đồng bằng phù sa tại Tripura.

Tripura là một bang nội lục tại Đông Bắc Ấn Độ với diện tích 10.491,69 km2 (4.050,86 dặm vuông Anh), là bang nhỏ thứ ba tại Ấn Độ, đứng trên Goa và Sikkim. Tripura trải dài từ 22°56'B đến 24°32'B, và từ 91°09'Đ đến 92°20'Đ.:3 Khoảng cách tối đa của bang là 184 km (114 mi) từ bắc đến nam, và 113 km (70 mi) từ đông sang tây. Tripura giáp với quốc gia Bangladesh ở phía tây, bắc và nam; giáp với bang Assam ở phía đông bắc; và giáp với bang Mizoram ở phía đông.:3 Có thể tiếp cận với Tripura thông qua các quốc lộ đi qua huyện Karimganj của Assam và huyện Mamit của Mizoram.
Địa văn học của Tripura mang đặc trưng với các dãy đồi, thung lũng và đồng bằng. Bang có năm dãy nếp lồi gồm các đồi chạy từ bắc xuống nam, từ Boromura ở phía tây, qua Atharamura, Longtharai và Shakhan, đến vùng Đồi Jampui ở phía đông.:4 Các nếp lõm xen giữa là các thung lũng Agartala–Udaipur, Khowai–Teliamura, Kamalpur–Ambasa, Kailasahar–Manu và Dharmanagar–Kanchanpur.:4 Trên cao độ 939 m (3.081 ft), Betling Shib trên dãy Jampui là điểm cao nhất trong bang.:4 Các gò nhỏ biệt lập nằm rải rác khắp bang được gọi là tillas, các thung lũng phù sa màu mỡ song hẹp chủ yếu nằm ở phía tây và chúng được gọi là lungas.:4 Một số sông khởi nguồn từ các đồi của Tripura và chảy sang Bangladesh.:4 Khowai, Dhalai, Manu, Juri và Longai chảy hướng về phía bắc; Gumti chảy về phía tây; và Muhuri cùng Feni chảy về phía tây nam.:73
Dữ liệu thạch địa tầng do Cục Nghiên cứu địa chất Ấn Độ phát hành xác định niên đại của các đá nằm giữa thế Tiệm Tân (34-23 triệu năm trước), và thế Toàn Tân (bắt đầu từ 12.000 năm trước) theo niên đại địa chất.:73–4 Các đồi có đất laterit đỏ có đặc tính xốp. Đất phù sa phủ trên các bãi bồi và thung lũng hẹp, hầu hết đất nông nghiệp nằm trên các bãi bồi và thung lũng ở phía tây và nam.:4 Theo Cục Tiêu chuẩn Ấn Độ, theo thang đo từ I đến V theo thứ tự tăng dần về tính nhạy cảm với địa chấn, Tripura thuộc khu địa chấn V.
Tripura có khí hậu xa van nhiệt đới, được xác định là Aw theo phân loại khí hậu Köppen. Địa hình nhấp nhô dẫn đến những biến thiên địa phương, đặc biệt là trên các dãy đồi. Bốn mùa chính trong năm là mùa đông từ tháng 12 đến tháng 2; mùa trước gió mùa hay mùa hè kéo dài từ tháng 3 đến tháng 4, mùa gió mùa kéo dài từ tháng 5 đến tháng 9; và mùa sau gió mùa kéo dài từ tháng 10 đến tháng 11. Trong mùa gió mùa, gió mùa tây nam đưa đến các cơn mưa lớn, gây lũ lụt thường xuyên.:4:73 Lượng mưa trung bình năm từ năm 1995 đến năm 2006 dao động từ 1.979,6 đến 2.745,9 mm (77,94 đến 108,11 in). Trong mùa đông, nhiệt độ dao động từ 13 đến 27 °C (55 đến 81 °F), còn nhiệt độ vào mùa hè dao động từ 24 và 36 °C (75 và 97 °F). Theo tường trình của Chương trình phát triển Liên Hợp Quốc (UNDP), Tripura nằm trên đới "có nguy cơ chịu thiệt hại rất cao" do gió lốc.
| Tháng                                   | 1           | 2           | 3            | 4            | 5             | 6             | 7             | 8             | 9            | 10           | 11          | 12          | Năm          |
| --------------------------------------- | ----------- | ----------- | ------------ | ------------ | ------------- | ------------- | ------------- | ------------- | ------------ | ------------ | ----------- | ----------- | ------------ |
| Cao kỉ lục °C (°F)                      | 31.9 (89.4) | 35.1 (95.2) | 38.9 (102.0) | 41.5 (106.7) | 42.2 (108.0)  | 40.2 (104.4)  | 37.7 (99.9)   | 36.4 (97.5)   | 36.1 (97.0)  | 38.2 (100.8) | 34.2 (93.6) | 33.1 (91.6) | 42.2 (108.0) |
| Trung bình ngày tối đa °C (°F)          | 25.6 (78.1) | 28.3 (82.9) | 32.5 (90.5)  | 33.7 (92.7)  | 32.8 (91.0)   | 31.8 (89.2)   | 31.4 (88.5)   | 31.7 (89.1)   | 31.7 (89.1)  | 31.1 (88.0)  | 29.2 (84.6) | 26.4 (79.5) | 30.5 (86.9)  |
| Tối thiểu trung bình ngày °C (°F)       | 10.0 (50.0) | 13.2 (55.8) | 18.7 (65.7)  | 22.2 (72.0)  | 23.5 (74.3)   | 24.6 (76.3)   | 24.8 (76.6)   | 24.7 (76.5)   | 24.3 (75.7)  | 22.0 (71.6)  | 16.6 (61.9) | 11.3 (52.3) | 19.7 (67.5)  |
| Thấp kỉ lục °C (°F)                     | 3.5 (38.3)  | 4.7 (40.5)  | 9.4 (48.9)   | 13.2 (55.8)  | 16.1 (61.0)   | 18.9 (66.0)   | 21.2 (70.2)   | 20.0 (68.0)   | 20.0 (68.0)  | 14.6 (58.3)  | 9.2 (48.6)  | 2.0 (35.6)  | 2.0 (35.6)   |
| Lượng Giáng thủy trung bình mm (inches) | 27.5 (1.08) | 21.5 (0.85) | 60.7 (2.39)  | 199.7 (7.86) | 329.9 (12.99) | 393.4 (15.49) | 363.1 (14.30) | 298.7 (11.76) | 232.4 (9.15) | 162.5 (6.40) | 46.0 (1.81) | 10.6 (0.42) | 2.146 (84.5) |
| Nguồn: Cục Khí tượng Ấn Độ              |             |             |              |              |               |               |               |               |              |              |             |             |              |

## Động thực vật
| Biểu tượng cấp bang của Tripura |                   |
| Bang thú                        | Voọc xám          |
| Bang điểu                       | Gầm ghì lưng xanh |
| Bang thụ                        | Trầm hương        |
| Bang hoa                        | Vắp               |

Tripura nằm trong vùng sinh thái Indomalaya giống như hầu hết những nơi khác trên tiểu lục địa Ấn Độ. Theo phân loại địa lý sinh học của Ấn Độ, bang thuộc về vùng địa lý sinh học "Đông-Bắc". Tính đến năm 2011, rừng bao phủ 57,73% diện tích của bang. Tripura có ba loại hệ sinh thái khác biệt: núi, rừng và nước ngọt. Các loài thuộc chi dầu, mít, Amoora, côm, trâm và vối chiếm ưu thế trong các khu rừng thường xanh trên các sườn đồi và bãi đất cát ven sông. Đa số các loài thực vật xuất hiện trong hai loại rừng rụng lá ẩm: rừng hỗn tạp rụng lá và loại rừng mà Sala (Shorea robusta) chiếm ưu thế. Các rừng tre và mây nằm rải rác với các loài thực vật rụng lá và thường xanh là điểm đặc biệt của hệ thực vật trong bang. Tripura cũng có các thảo nguyên và đầm lầy, đặc biệt là tại các đồng bằng. Các loài thực vật thân thảo, cây bụi, và thực vật thuộc chi bản xe, lộc vừng, tử vi và mã rạng mọc sum sê trong các đầm lầy của Tripura. Các loài cây bụi và thân cỏ gồm có Schumannianthus dichotoma (shitalpati), Phragmites và Saccharum.
Theo một nghiên cứu vào năm 1989–90, Tripura có 90 loài thú trên cạn thuộc 65 chi và 10 bộ, bao gồm các loài như voi (Elephas maximus), gấu (Melursus ursinus), cầy mực (Arctictis binturong), sói đỏ (Cuon alpinus), đon (Artherurus assamensis), mang (Muntiacus muntjak), nai (Cervus unicolor), lợn rừng (Sus scrofa), bò tót (Bos gaurus), báo hoa mai (Panthera pardus), báo gấm (Neofelis nebulosa), và nhiều loài nhỏ thuộc họ Mèo và loài thuộc bộ Linh trưởng. Trong số 15 loài linh trưởng sinh sống trong môi trường tự do tại Ấn Độ, có bảy loài được phát hiện tại Tripura; đây là con số cao nhất trong các bang của Ấn Độ. Trâu rừng (Bubalus arnee) hiện đã tuyệt chủng tại bang. Có gần 300 loài chim tại bang.
Tipura có các khu bảo tồn loài hoang dã Sipahijola, Gumti, Rowa và Trishna. có các vườn quốc gia Báo gấm và Rajbari. Tổng cộng, các khu bao tồn này bao phủ một diện tích 566,93 km2 (218,89 dặm vuông Anh). Gumti cũng là một vùng chim quan trọng. Vào mùa đông, có hàng nghìn cá thể chim nước tụ tập tại các hồ Gumti và Rudrasagar.

## Hành chính

Các huyện của Tripura

Tripura trải qua thay đổi lớn về phân chia hành chính vào tháng 1 năm 2012. Trước đó, bang có bốn huyện là Dhalai (thủ phủ là Ambassa), Bắc Tripura (thủ phủ là Kailashahar), Nam Tripura (thủ phủ là Udaipur), và Tây Tripura (thủ phủ là Agartala). Bốn huyện mới được tách ra từ các huyện này vào tháng 1 năm 2012 là Khowai, Unakoti, Sipahijala và Gomati. Huyện trưởng là người quản lý mỗi huyện, họ thường được Cục Hành chính Ấn Độ bổ nhiệm. Các đơn vị hành chính trực thuộc mỗi huyện do phó phân khu trưởng quản lý, mỗi phó phân khu lại được chia tiếp thành các block. Các block gồm có các Panchayat (hội đồng làng) và chính quyền đô thị. Tính đến năm 2012, bang có tám huyện, 23 phó phân khu và 45 block. Agartala là thủ phủ của Tripura, và cũng là thành phố đông dân nhất trong bang. Các đô thị khác có 10.000 cư dân hoặc nhiều hơn (điều tra năm 2001) là Badharghat, Dharmanagar, Jogendranagar, Kailashahar, Pratapgarh, Udaipur, Amarpur, Belonia, Gandhigram, Indranagar, Kumarghat, Ranirbazar, Sonamura, và Teliamura.

## Chính phủ và chính trị
Giống với các bang khác tại Ấn Độ, Tripura có một hệ thống nghị viện theo hình thức dân chủ đại nghị. Các cư dân trong bang được trao quyền tuyển cử phổ thông. Chính phủ Tripura gồm ba nhánh: hành pháp, lập pháp và tư pháp. Hội đồng lập pháp Tripura gồm có các thành viên được bầu và các cán sự đặc thù do các thành viên bầu nên. Chủ tịch hội đồng là người chủ trì các cuộc họp của hội đồng lập pháp, nếu chủ tịch vắng mặt thì phó chủ tịch là người thay thế. Hội đồng lập pháp Tripura là đơn viện với 60 thành viên. Các thành viên được bầu cho một nhiệm kỳ 5 năm, trừ trường hợp Hội đồng bị giải tán trước khi kết thúc nhiệm kỳ. Hệ thống tư pháp gồm có Tòa cấp cao Tripura và một hệ thống các tòa cấp thấp. Quyền hành pháp được trao cho Hội đồng bộ trưởng, với người đứng đầu là Thủ tịch bộ trưởng (Chief Minister). Thống đốc là người đứng đầu bang trên danh nghĩa, người này do Tổng thống Ấn Độ bổ nhiệm. Lãnh đạo của đảng hoặc liên minh đảng phái chiếm đa số trong Hội đồng lập pháp sẽ được Toàn quyền bổ nhiệm làm Thủ tịch bộ trưởng. Các thành viên trong Hội đồng bộ trưởng do Toàn quyền bổ nhiệm theo cố vấn của Thủ tịch bộ trưởng. Hội đồng bộ trưởng phải tường trình trước Hội đồng lập pháp.

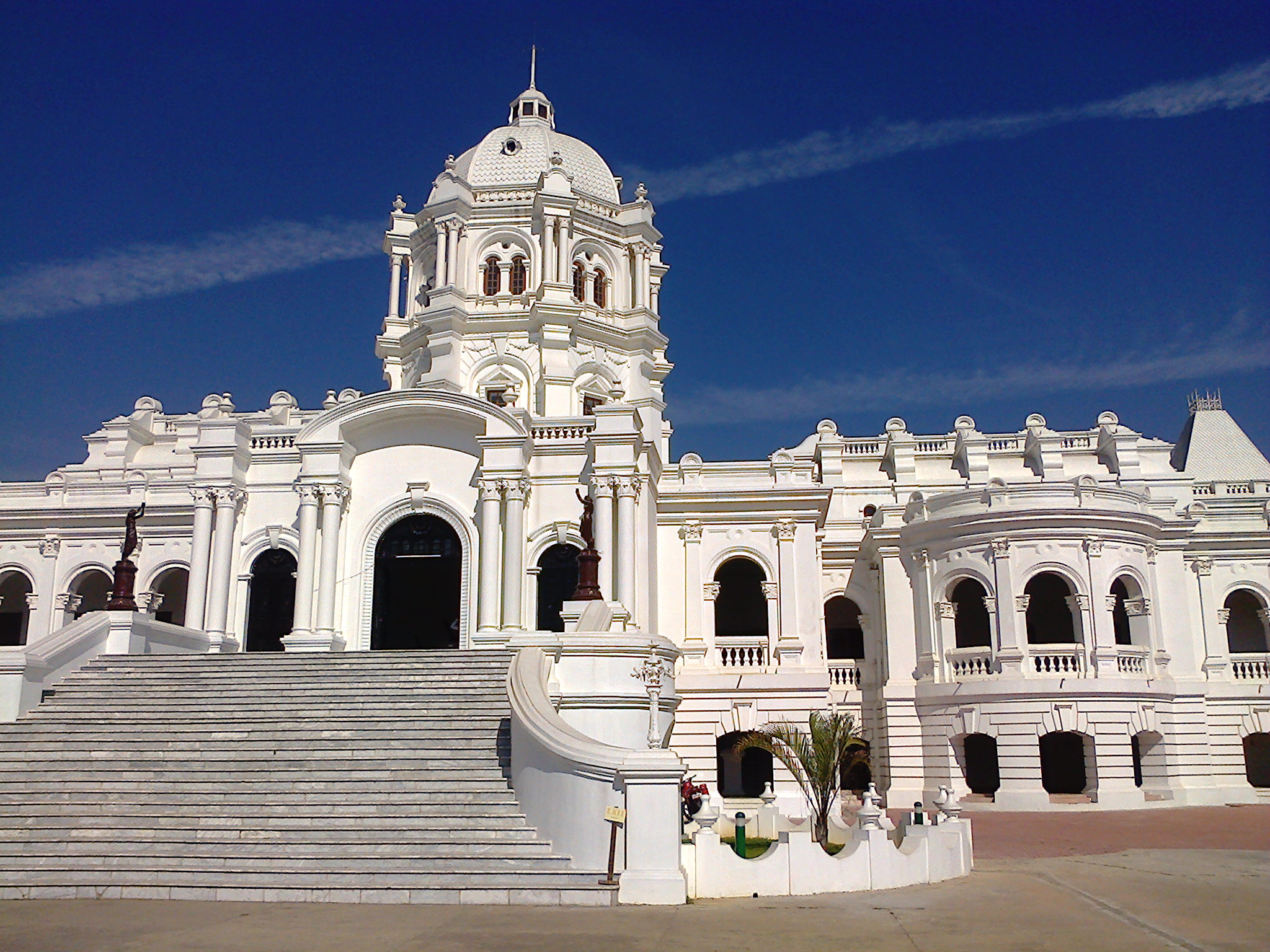
Cung Ujjayanta từng là cung điện của vương thất Tripura, tòa nhà là nơi Hội đồng lập pháp Tripura tiến hành hội họp cho đến năm 2011.

Tripura gửi hai đại diện đến Lok Sabha (hạ nghị viện Ấn Độ) và một đại diện đến Rajya Sabha (thượng nghị viện Ấn Độ). Các Panchayat (chính quyền tự trị địa phương) được bầu trong các cuộc tuyển cử hội đồng địa phương và hiện diện tại nhiều làng tự trị. Tripura cũng có một hội đồng tự trị bộ lạc độc nhất đó là Hội đồng khu vực tự trị các khu vực bộ lạc Tripura (TTAADC). Hội đồng này chịu trách nhiệm đối với một số khía cạnh trong quản trị địa phương tại hàng trăm làng có tỷ lệ lớn "các bộ lạc được liệt kê".
Các chính đảng lớn tại Tripura là Mặt trận Cánh Tả và Đảng Quốc Đại, Đảng Quốc Đại cầm quyền tại Tripura cho đến năm 1977.:255–66 Mặt trận Cánh Tả giành được quyền lực từ năm 1978 đến năm 1988, và từ năm 1993 trở đi. Trong giai đoạn 1988–1993, Đảng Quốc Đại và Hiệp hội Thanh niên bộ lạc Tripura tạo thành một liên minh cầm quyền. Trong cuộc tuyển cử được tổ chức vào tháng 2 năm 2013, Mặt trận Cánh Tả giành được 50 trong số 60 ghế tại Hội đồng lập pháp, 49 ghế trong đó thuộc về Đảng Cộng sản Ấn Độ (Marxist) (CPM). Trong năm 2013, Tripura là bang duy nhất tại Ấn Độ có một đảng cộng sản cầm quyền. Trước đó, hai bang Tây Bengal và Kerala cũng từng có các chính phủ cộng sản được bầu lên theo cách thức dân chủ.
Chủ nghĩa cộng sản tại Tripura khởi đầu từ thời kỳ tiền độc lập, lấy cảm hứng từ các hoạt động đấu tranh đòi tự do tại Bengal, và lên đến cực độ khi có các chính đảng địa phương mang khuynh hướng cộng sản.:362 Phong trào cộng sản lợi dụng sự bất mãn của các bộ lạc đối với người thống trị chủ đạo.:362 và được biết đến vì các liên kết với việc tìm kiếm bản sắc địa phương hoặc sắc tộc. Kể từ thập niên 1990, diễn ra một cuộc nổi dậy liên tục của người Tripura nhằm đòi đất, với sự tham gia của các tổ chức quân sự như Mặt trận Giải phóng Dân tộc Tripura và Lực lượng Hổ Toàn Tripura (ATTF); các sự kiện khủng bố có liên quan đến ATTF được ghi nhận là có 389 nạn nhân từ năm 1993 đến năm 2000.

## Kinh tế
| Tổng sản phẩm nội địa bang theo giá cố định (căn cứ 2004–05) đơn vị:10 triệu rupee Ấn Độ |                            |
| Năm                                                                                      | Tổng sản phẩm nội địa bang |
| 2004–05                                                                                  | 8.904                      |
| 2005–06                                                                                  | 9.482                      |
| 2006–07                                                                                  | 10.202                     |
| 2007–08                                                                                  | 10.988                     |
| 2008–09                                                                                  | 11.596                     |
| 2009–10                                                                                  | 12.248                     |
| 2010–11                                                                                  | 12.947                     |

Tổng sản phẩm nội địa bang của Tripura năm 2010–11 là 129,47 tỷ rupee theo giá cố định (2004–05), tăng trưởng 5,71% so với năm trước. Trong cùng thời kỳ, GDP của Ấn Độ tăng trưởng 8,55%. Năm 2009-2010, thu nhập bình quân đầu người hàng năm theo giá hiện tại của Tripura là 38.493 rupee, trong khi thu nhập bình quân đầu người toàn quốc là 44.345 rupee. Năm 2009, khu vực thứ ba của nền kinh tế (dịch vụ) có đóng góp lớn nhất vào tổng sản phẩm nội địa của bang, với 53,98% so với đóng góp 23,07% của khu vực sơ khai (nông lâm nghiệp, khai mỏ) và đóng góp 22,95% của khu vực thứ hai (công nghiệp và chế tạo). Theo Điều tra Kinh tế năm 2005, sau nông nghiệp, số lao động lớn nhất là trong lĩnh vực bán lẻ (28,21% tổng số lao động phi nông nghiệp), tiếp đến là ngành chế tạo (18,60%), hành chính công (14,54%), và giáo dục (14,40%).
Tripura là một bang nông nghiệp, với trên một nửa dân số phụ thuộc vào nông nghiệp và các hoạt động có liên quan. Tuy nhiên, do địa hình nhiều đồi và có độ che phủ rừng lớn, chỉ có 27% đất có thể canh tác. Lúa là cây trồng chính trong bang, chiếm khoảng 91% diện tích gieo trồng. Theo cục Kinh tế và Thống kê của Chính phủ Tripura, trong năm 2009–10, khoai tây, mía, bụt giấm, các loại đậu và đay là những cây trồng chính khác tại bang. Mít và dứa đứng đầu trong số các sản phẩm từ vườn. Theo truyền thống, hầu hết cư dân bản địa sử dụng phương pháp trồng trọt jhum (một kiểu chặt và đốt). Số người dựa vào jhum suy giảm theo thời gian.:37–9

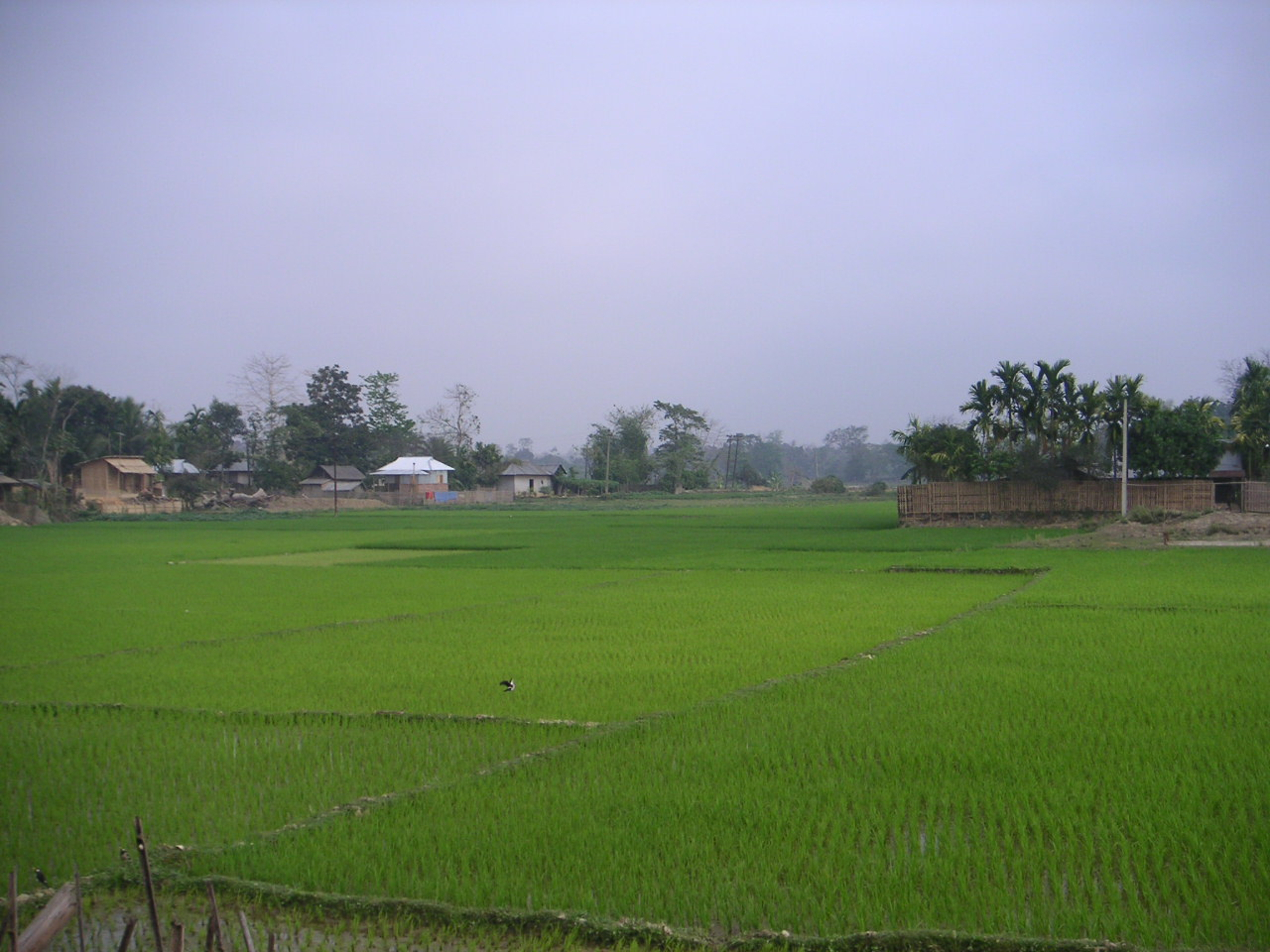
Lúa là cây trồng chính tại Tripura.

Ngư nghiệp Tripura đạt được những tiến bộ đáng kể. Đến cuối năm 2009-2010, bang sản xuất thặng dư 104,3 triệu cá giống. Cao su và trà là các cây trồng kinh tế quan trọng tại bang, Tripura xếp thứ nhì sau Kerala về sản lượng cao su tự nhiên tại Ấn Độ. Thủ công nghiệp Tripura được biết đến, đặc biệt là vải bông dệt thủ công, đồ khắc gỗ, và các sản phẩm từ tre. Cây gỗ chất lượng cao gồm sala, dầu, tếch và lõi thọ, chúng có nhiều trong các khu rừng tại Tripura.
Khu vực công nghiệp của Tripura vẫn hết sức kém phát triển; hai ngành được tổ chức duy nhất là gạch và trà. Tripura có trữ lượng đáng kể về khí đốt tự nhiên, song nghèo các loại khoáng sản khác như khoáng vật sét, cát thủy tinh, than nâu, và đá vôi.:78–81 Theo ước tính của Tổng công ty Dầu và Khí thiên nhiên (ONGC) của Ấn Độ, Tripura có trữ lượng 400 tỷ m³ khí đốt thiên nhiên, trong đó có thể khai thác 16 tỷ m³. ONGC sản xuất 480 triệu m³ khí đốt thiên nhiên tại Tripura vào năm 2006–07. Ngành công nghiệp du lịch Tripura đang phát triển, thu nhập từ lĩnh vực du lịch vượt 10 triệu rupee lần đầu tiên vào năm 2009–10, và vượt 15 triệu rupee vào năm 2010–11. Mặc dù Bangladesh nằm trong tình trạng thâm hụt mậu dịch với Ấn Độ, song xuất khẩu của nước này sang Tripura nhiều hơn đáng kể so với nhập khẩu từ bang; một tường thuật trên báo The Hindu ước tính Bangladesh xuất khẩu hàng hóa trị giá 3,5 tỷ rupee sang Tripura vào năm 2012, song nhập khẩu "số lượng rất ít". Bên cạnh mậu dịch quốc tế hợp pháp, hoạt động biên mậu phi chính thức và phi pháp diễn ra tràn lan.

## Cơ sở hạ tầng

### Giao thông

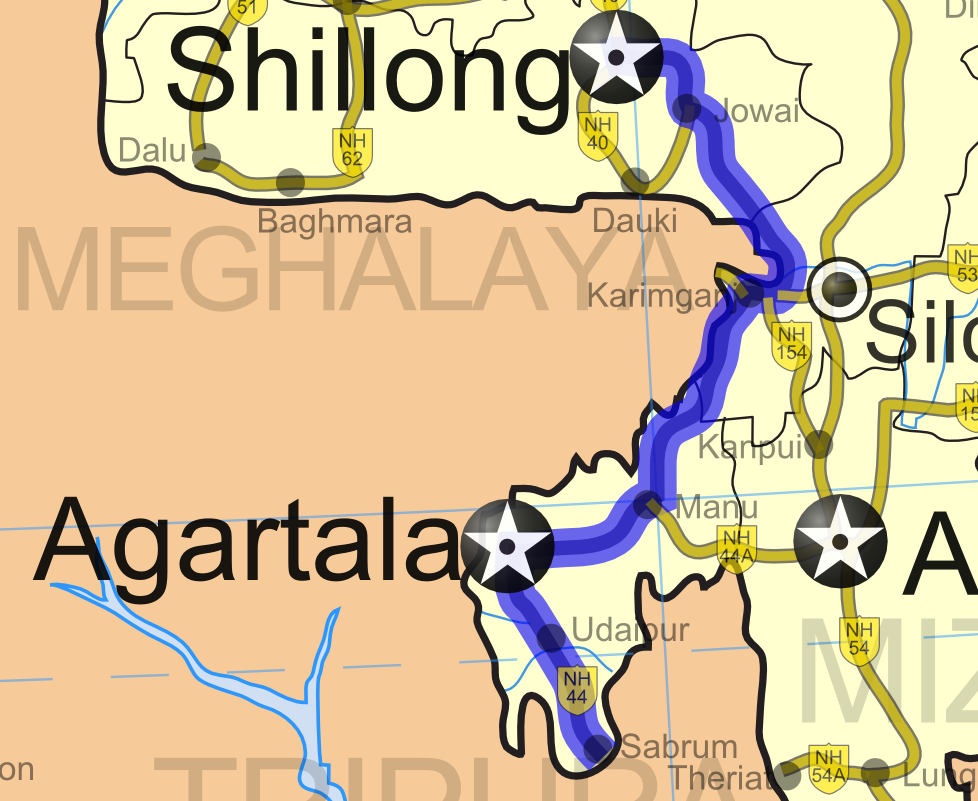
Quốc lộ 44 kết nối Tripura với phần còn lại của Ấn Độ

Quốc lộ 44 (NH-44) là tuyến đường bộ lớn duy nhất kết nối Tripura với phần còn lại của Ấn Độ. Quốc lộ bắt đầu từ Sabroom tại nam bộ Tripura, chạy hướng về phía bắc đến thủ phủ Agartala, rồi chuyển sang hướng đông rồi đông bắc và đi sang bang Assam. Quốc lộ 44 được người địa phương gọi là "đường Assam", và thường được gọi là đường sinh mệnh của Tripura. Tuy nhiên, tuyến đường này chỉ có một làn và có chất lượng kém, thường xảy ra lở đất, mưa và các sự cố khác trên đường khiến Tripura bị cô lập với các bang khác.:73:44 Quốc lộ 44A (NH 44A) nối đô thị Manu tại huyện Nam Tripura với Aizawl thuộc Mizoram. Tổng công ty giao thông đường bộ Tripura là cơ quan chính phủ làm nhiệm vụ giám sát giao thông công cộng bằng đường bộ. Tripura là một bang nội lục nhiều đồi, dựa chủ yếu vào loại hình giao thông đường bộ. Tổng chiều dài các tuyến đường bộ trong bang là 16.931 km (10.520 mi), trong đó theo số liệu năm 2009–10 thì các quốc lộ dài tổng cộng 448 km (278 mi) và các bang lộ dài tổng cộng 689 km (428 mi). Dân cư tại các khu vực nông thôn thường xuyên sử dụng phương thức vận chuyển bằng đường thủy.:140
Sân bay Agartala nằm cách thủ phủ Agartala 12,5 km về phía tây bắc, và là sân bay bận rộn thứ nhì tại Đông Bắc Ấn Độ, sau Guwahati. Cảng hàng không này có các chuyến bay thẳng kết nối đến Kolkata, Imphal, Delhi, Silchar, Aizwal, Guwahati, Bangalore, Chennai, Ahmedabad và Mumbai. Các hãng hàng không hoạt động tại cảng hàng không là Air India, Jet Airways, Indigo Airlines và Spicejet. Dịch vụ trực thăng hành khách khả dụng giữa thủ phủ và các đô thị lớn (Kailashahar, Dharmanagar) cũng như đến các khu vực hẻo lánh hơn như Kanchanpur và Gandacherra.
Tripura không có loại hình giao thông đường sắt cho đến năm 2008–09, khi đó một tuyến đường sắt giữa thủ phủ Agartala và ga đầu mối Lumding tại Assam được hoàn thành. Đây là tuyến đường sắt có đường ray khổ mét, nối với đường ray khổ Ấn Độ tại Lumding. Các ga chính trên tuyến đường sắt này là tại Agartala, Dharmanagar, và Kumarghat. Tính đến năm 2009–10, tổng chiều dài đường ray đường sắt trong bang là 153 km (95 mi). Việc kéo dài tuyến đường sắt từ Agartala về đô thị Sabroom ở cực nam cũng được tiến hành.
Tripura có tuyến biên giới quốc tế dài 856 km (532 mi) với Bangladesh, chiếm 84% chu vi của bang. Một số địa điểm dọc theo biên giới đóng vai trò là các trạm mậu dịch song phương giữa Ấn Độ và Bangladesh, như Akhaura gần Agartala, Raghna, Srimantpur, Belonia, Khowai và Kailasahar. Có dịch vụ xe khách giữa Agartala và thủ đô Dhaka của Bangladesh. Năm 2013, hai quốc gia ký kết một hiệp định về việc thiết lập một tuyến đường sắt dài 15 km (9,3 mi) kết nối giữa Agartala và ga đầu mối Akhaura của Bangladesh. Công dân hai quốc gia cần phải có thị thực để nhập cảnh quốc gia khác một cách hợp pháp; song di chuyển và buôn lậu phi pháp qua biên giới diễn ra phổ biến.:314

### Truyền thông và thông tin
Tính đến năm 2012, có 56 nhật báo và tuần báo phát hành tại Tripura. Hầu hết các báo phát hành bằng tiếng Bengal, ngoại trừ một nhật báo viết bằng tiếng Kokborok (Hachukni Kok), một tuần báo viết bằng tiếng Manipur (Marup), hai nhật báo tiếng Anh và ba tuần báo song ngữ. Các nhật báo trứ danh là Daily Desher Katha, Ajkal Tripura, Dainik Sambad, và Syandan Patrika. Một nghiên cứu của Viện Ấn Độ về truyền thông đại chúng (IIMC) vào năm 2009 cho thấy có 93% số phiếu lấy mẫu tại Tripura đánh giá truyền hình là rất hữu hiệu đối với thông tin và giáo dục đại chúng. Theo nghiên cứu, 67% số phiếu lấy mẫu trả lời có nghe phát thanh và 80–90% trả lời có đọc báo. Hầu hết các công ty truyền thông lớn của Ấn Độ hiện diện tại Tripura, chẳng hạn như Airtel, Aircel, Vodafone, Reliance, Tata Indicom, Idea và BSNL. Kết nối di động vượt trội so với kết nối cố định, tính đến năm 2011, công ty quốc doanh BSNL có 57.897 thuê bao cố định và 325.279 thuê bao di động GSM. Tính đến năm 2011, có 84 tổng đài điện thoại (dành cho điện thoại cố định) và 716 bưu cục tại Tripura.

### Điện năng và thủy lợi
Tính đến năm 2013, Tripura có ba nhà máy phát điện thuộc sở hữu của Tập đoàn điện năng bang Tripura, đó là các nhà máy nhiệt điện sử dụng khí thiên nhiên tại Rokhia và Baramura, và nhà máy thủy điện trên sông Gumti. Tổng công suất của ba nhà máy điện này là 100–105 MW. Công ty Điện lực Đông Bắc Bộ (NEEPCO) điều hành nhà máy điện tuốc bin khí Agartala có công suất 84 MW nằm gần Agartala. Trong những thời điểm nhu cầu điện năng đạt cực độ, bang phải vay 50–60 MW điện năng từ lưới điện Đông Bắc của mạng lưới truyền tải quốc gia. Một nhà máy nhiệt điện do Tập đoàn dầu và khí thiên nhiên điều hành được khánh thành vào tháng 6 năm 2013 tại Palatala, có công suất dự kiến đạt trên 700 MW. Tính đến tháng 3 năm 2014, một nhà máy nhiệt điện khác đang chờ được vận hành tại Monarchak.
Tính đến năm 2011, 255.241 hécta (985 dặm vuông Anh) đất tại Tripura có thể canh tác, trong đó các dự án tưới tiêu có khả năng bao phủ 108.646 hécta (419 dặm vuông Anh). Tuy nhiên, chỉ có 74.796 hécta (289 dặm vuông Anh) là được tưới. Tripura thiếu các dự án tưới tiêu lớn; phải dựa và các dự án quy mô trung bình lấy nước từ các sông Gumti, Khowai và Manu, và các dự án quy mô nhỏ do hội đồng cấp làng quản lý, các dự án này sử dụng các giếng ống, bơm tay, bể và nâng thủy lợi.

### Giáo dục

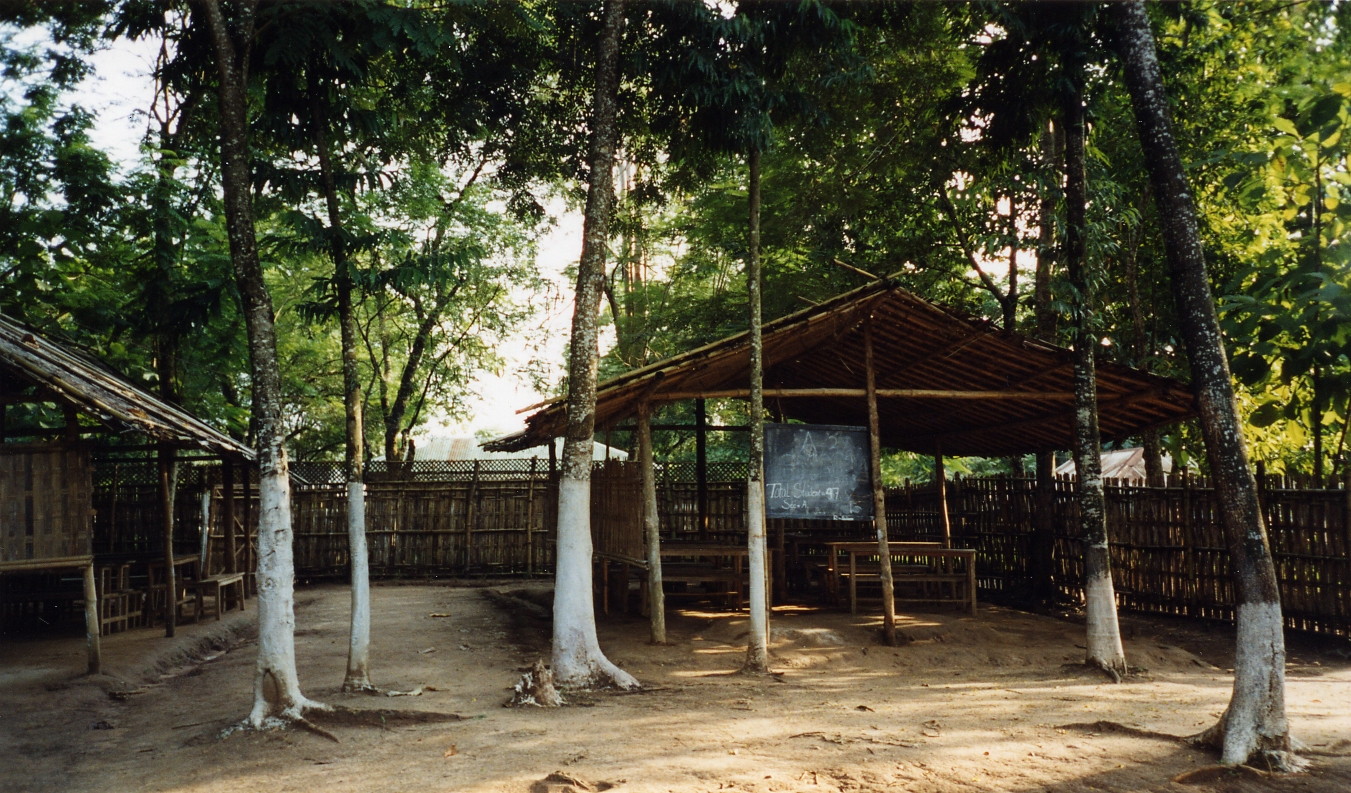
Phòng học được dựng bằng tre trong một trường học. Trong năm 2010–11, Tripura có 4.455 trường công lập hoặc tư thục. Ngôn ngữ giảng dạy chính là tiếng Anh hoặc tiếng Bengal.

Các trường học tại Tripura do chính phủ bang và các tổ chức tư nhân điều hành, trong đó có các tổ chức tôn giáo. Ngôn ngữ giảng dạy chính trong các trường học là tiếng Anh hoặc tiếng Bengal, song tiếng Kokborok và các ngôn ngữ địa phương khác cũng được sử dụng. Các trường học là thành viên của Hội đồng Khảo thí chứng chỉ trường học Ấn Độ (CISCE), Ủy ban Trung ương về giáo dục trung học (CBSE), Viện quốc gia về giáo dục mở (NIOS) hay Ủy ban Tripura về giáo dục trung học. Theo kế hoạch 10+2+3, sau khi tốt nghiệp trung học, học sinh thường theo học hai năm cao đẳng hoặc trong một trường trung học cao cấp là thành viên của Ủy ban Tripura về giáo dục trung học hoặc các ủy ban trung ương khác. Học sinh lựa chọn một trong ba ban: khai phóng, thương mại hay khoa học. Giống như phần còn lại của Ấn Độ, sau khi vượt qua kỳ khảo thí trung học cao cấp (kỳ thi lớp 12), học sinh có thể ghi danh vào các chương trình đào tạo tổng quát hoặc chuyên nghiệp.
Theo Bình luận kinh tế Tripura 2010–11, Tripura có tổng cộng 4.455 trường học, trong đó có 2.298 trường tiểu học. Tổng số học sinh ghi danh trong các trường học tại bang là 767.672. Tripura có một Đại học trung tâm (Đại học Tripura) và một đại học tư thục (một phân hiệu của Học viện phân tích viên tài chính đặc hứa Ấn Độ). Bang có 15 trường tổng quát, hai trường kỹ thuật (trường kỹ thuật Tripura và trường quốc gia về kỹ thuật, Agartala), hai trường y (trường y chính phủ Agartala và trường y Tripura), ba trường bách khoa, một trường luật, một trường nhạc, và một trường nghệ thuật.

### Y tế
| Chỉ số y tế năm 2010        |         |       |
| Chỉ số                      | Tripura | Ấn Độ |
| Tỷ suất xuất sinh           | 14,9‰   | 22,1‰ |
| Tỷ suất tử vong             | 5,0‰    | 7,2‰  |
| Tỷ suất tử vong trẻ sơ sinh | 27‰     | 47‰   |
| Tổng tỷ suất sinh           | 22‰     | 27‰   |
| Tỷ lệ tăng trưởng tự nhiên  | 9,9‰    | 14,9‰ |

Tripura có một hệ thống y tế phổ thông do Bộ Y tế và Phúc lợi gia đình của Chính phủ Tripura vận hành. Cơ sở hạ tầng chăm sóc y tế được chia thành ba bậc: mạng lưới chăm sóc y tế sơ cấp, một hệ thống chăm sóc trung cấp gồm các bệnh viện huyện và phó phân khu, và các bệnh viện cấp ba cung cấp dịch vụ chăm sóc chuyên khoa và siêu chuyên khoa. Tính đến năm 2010–11, Tripura có 17 bệnh viện, 11 bệnh viện nông thôn và trung tâm y tế cộng đồng, 79 trung tâm y tế sơ cấp, 635 phân trung tâm/trạm phát thuốc, 7 ngân hàng máu và 7 trung tâm kho máu. Các phương pháp y khoa vi lượng đồng căn và Ayurveda cũng phổ biến tại bang. Điều tra y tế gia đình quốc gia – 3 tiến hành vào năm 2005–06 cho thấy rằng 20% cư dân tại Tripura không thường xuyên sử dụng các phương tiện y tế của chính phủ, và ưa thích khu vực y tế tư nhân hơn. Tỷ lệ này thấp hơn so với mức trung bình toàn quốc, theo đó 65,6% dân số Ấn Độ không dựa vào các phương tiện y tế của chính phủ. Giống như phần còn lại của Ấn Độ, cư dân Tripura cũng cho rằng chất lượng chăm sóc yếu kém là nguyên nhân phổ biến nhất khiến họ không dựa vào dịch vụ y tế công. Các lý do khác bao gồm khoảng cách xa xôi với dịch vụ y tế công, thời gian chờ đợi lâu, và thời gian hoạt động bất tiện Tính đến năm 2010, thành tích của Tripura trên các chỉ số lớn về chăm sóc y tế công cộng, như tỷ suất tử vong, tỷ suất tử vong trẻ sơ sinh và tổng tỷ suất sinh là tốt hơn so với trung bình toàn quốc.

## Nhân khẩu
| Tăng trưởng dân số |           |       |
| Điều tra           | Dân số    | %±    |
| 1951               | 639.000   | —     |
| 1961               | 1.142.000 | 78,7% |
| 1971               | 1.556.000 | 36,3% |
| 1981               | 2.053.000 | 31,9% |
| 1991               | 2.757.000 | 34,3% |
| 2001               | 3.199.203 | 16%   |
| 2011               | 3.671.032 | 14,7% |

Tripura là bang đông dân thứ nhì tại Đông Bắc Ấn Độ, đứng sau Assam. Theo kết quả tạm thời của cuộc điều tra nhân khẩu năm 2011 tại Ấn Độ, Tripura có dân số 3.671.032, với 1.871.867 nam và 1.799.165 nữ. Tỷ suất giới tính trong bang là 961 nữ trên một nghìn nam, cao hơn mức trung bình toàn quốc là 940. Mật độ dân số là 350 người/km². Tỷ lệ biết chữ tại Tripura vào năm 2011 là 87,75%, cao hơn mức trung bình toàn quốc là 74,04%. Đến năm 2013, chính quyền bang tuyên bố tỷ lệ biết chữ đã lên đến 94,65%, chiếm vị trí hàng đầu toàn quốc.
Năm 1875, thành viên các bộ lạc chiếm 63,77% dân số trong khu vực, điều này cho thấy dân số phi bản địa khi đó có sự hiện diện đáng kể, chủ yếu là người Bengal.:359 Các quốc vương của phiên vương quốc Tripura khuyến khích người Bengal di cư đến, và người Bengal tham gia vào các công việc hành chính và tiến hành canh tác hiện đại năng suất cao hơn, trong khi người bản địa canh tác theo kiểu jhum (đốt nương rẫy).:359 Số người Bengal di cư tăng lên đáng kể sau khi Ấn Độ phân chia, khiến các bộ lạc trở thành thiểu số.

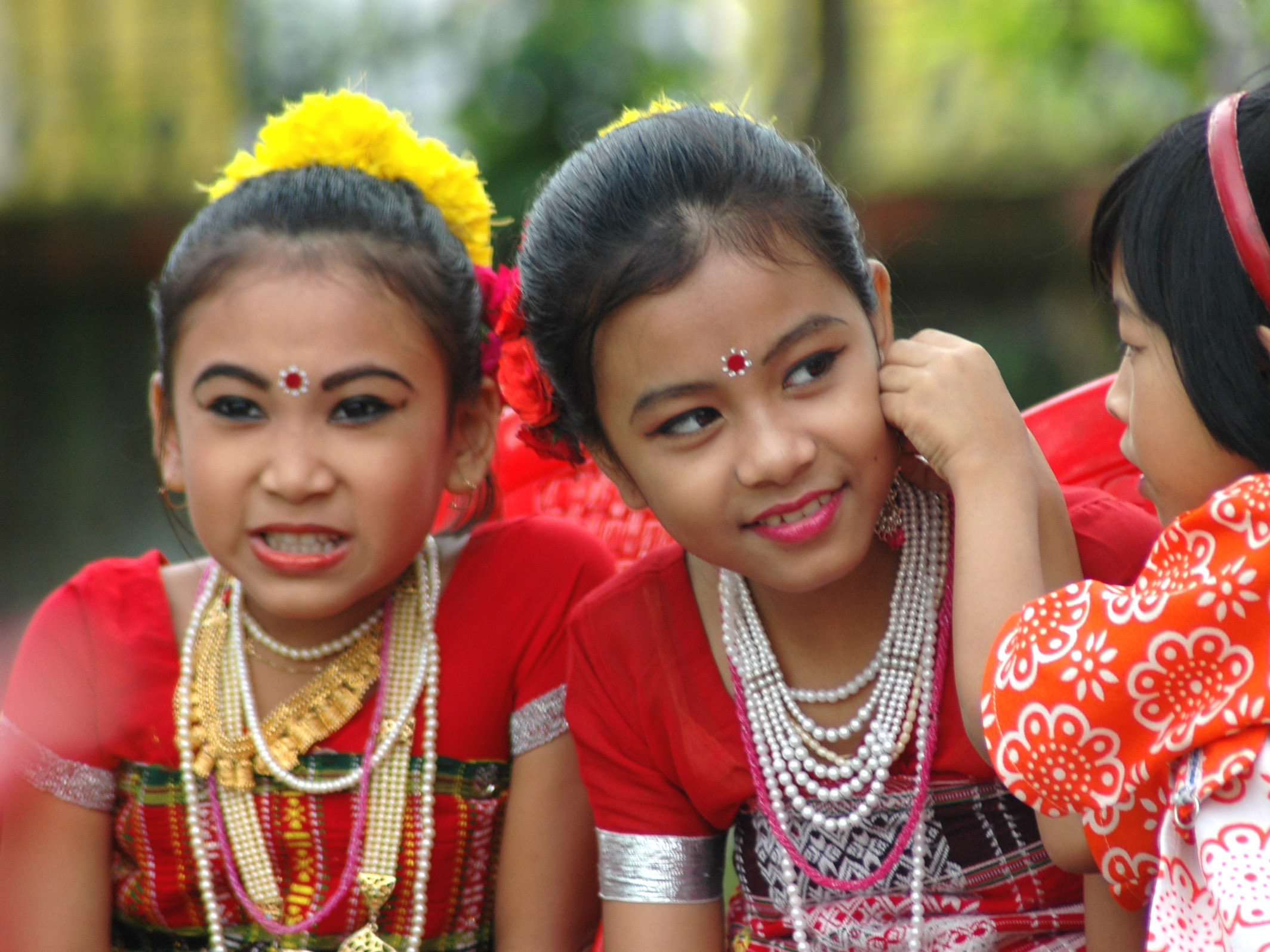
Trẻ em người Tripura chuẩn bị biểu diễn vũ đạo. Người Tripura thuộc nhóm Tạng-Miến có nguồn gốc gần thượng du của Trường Giang và Hoàng Hà tại Trung Quốc, họ chiếm 17% dân số toàn bang.

Trong điều tra nhân khẩu năm 2001 tại Ấn Độ, người Bengal chiếm 69% dân số Tripura, trong khi người bản địa chiếm 31%. "Các bộ lạc được liệt kê" gồm các nhóm dân tộc chịu thiệt thòi trong lịch sử được công nhận theo hiến pháp Ấn Độ, trong đó Tripura có 19 dân tộc và nhiều phân nhóm, với sự đa dạng về ngôn ngữ và văn hóa. Năm 2001, nhóm "bộ lạc được liệt kê" lớn nhất là người Tripura nói tiếng Kokborok, họ có dân số là 543.848 và chiếm 17,0% dân số toàn bang, chiếm 54,7% dân số "các bộ lạc được liệt kê". Các nhóm lớn khác theo thứ tự dân số giảm dần là Reang, Jamatia, Chakma, Halam, Mog, Munda, Kuki và Garo. Tiếng Bengal là ngôn ngữ được nói phổ biến nhất trong bang do người Bengal có số lượng lớn. Kokborok là một ngôn ngữ chiếm ưu thế trong các bộ lạc. Một số ngôn ngữ khác như tiếng Hindi, Mog, Oriya, Bishnupriya Manipur, Manipur, Halam, Garo và Chakma thuộc các ngữ hệ Ấn-Âu và Hán-Tạng được nói tại bang.
| Tôn giáo tại Tripura | Tôn giáo tại Tripura | Tôn giáo tại Tripura | Tôn giáo tại Tripura | Tôn giáo tại Tripura |
| -------------------- | -------------------- | -------------------- | -------------------- | -------------------- |
| Tôn giáo             | Tôn giáo             |                      | Tỷ lệ                | Tỷ lệ                |
| Ấn Độ giáo           | Ấn Độ giáo           |                      | 85.60%               | 85.60%               |
| Hồi giáo             | Hồi giáo             |                      | 7.90%                | 7.90%                |
| Cơ Đốc giáo          | Cơ Đốc giáo          |                      | 3.20%                | 3.20%                |
| Phật giáo            | Phật giáo            |                      | 3.10%                | 3.10%                |
| Khác                 | Khác                 |                      | 0.15%                | 0.15%                |

Tripura xếp thứ 18 về chỉ số phát triển con người (HDI) trong số các bang và lãnh thổ liên bang tại Ấn Độ, theo ước tính năm 2006 của Bộ Phát triển Phụ nữ và Thiếu nhi; HDI của Tripura là 0,663, trong khi mức trung bình toàn quốc là 0,605. Theo điều tra nhân khẩu năm 2001, Ấn Độ giáo là tôn giáo đa số trong bang, được 85,8% dân số trong bang tin theo. Người Hồi giáo chiếm 7,9% dân số, người Cơ Đốc giáo chiếm 3,2%, và người Phật giáo chiếm 3,1%. Tỷ lệ người Hồi giáo tại Tripura dần suy giảm kể từ năm 1971 do những tín đồ Ấn Độ giáo nhập cư từ Bangladesh, trong khi tín đồ Hồi giáo trong bang di cư đến quốc gia này với quy mô lớn. Đa số các bộ lạc trong bang theo Ấn Độ giáo và tiến hành các nghi thức tôn giáo Ấn Độ giáo. Họ tin tưởng và sự tồn tại của Thượng đế trong toàn bộ các yếu tố tự nhiên do họ tin theo thuyết vật linh.:110 Người Mog và người Chakma là các cộng đồng theo Phật giáo tại Tripura. Những tín đồ Cơ Đốc giáo trong bang chủ yếu là thành viên của các bộ lạc Lushai, Kuki và Garo.:135–6

## Văn hóa
Các nhóm dân tộc-ngôn ngữ đa dạng tại Tripura tạo ra một văn hóa hỗn hợp. Người Bengal là cộng đồng dân tộc-ngôn ngữ lớn nhất trong bang, văn hóa Bengal do vậy là văn hóa phi bản địa chính tại Tripura. Trên thực tế, có nhiều gia đình sinh sống trong đô thị thuộc tầng lớp tinh hoa trong các bộ lạc đã và đang tích cực tiếp nhận văn hóa và ngôn ngữ Bengal. Các quốc vương Tripura xưa kia là những nhà bảo trợ lớn đối với văn hóa Bengal, đặc biệt là văn học; Tiếng Bengal khi đó là ngôn ngữ của triều đình. Các yếu tố của văn hóa Bengal như văn học, âm nhạc, ẩm thực trở nên phổ biến, đặc biệt là tại các khu vực đô thị của bang.:110

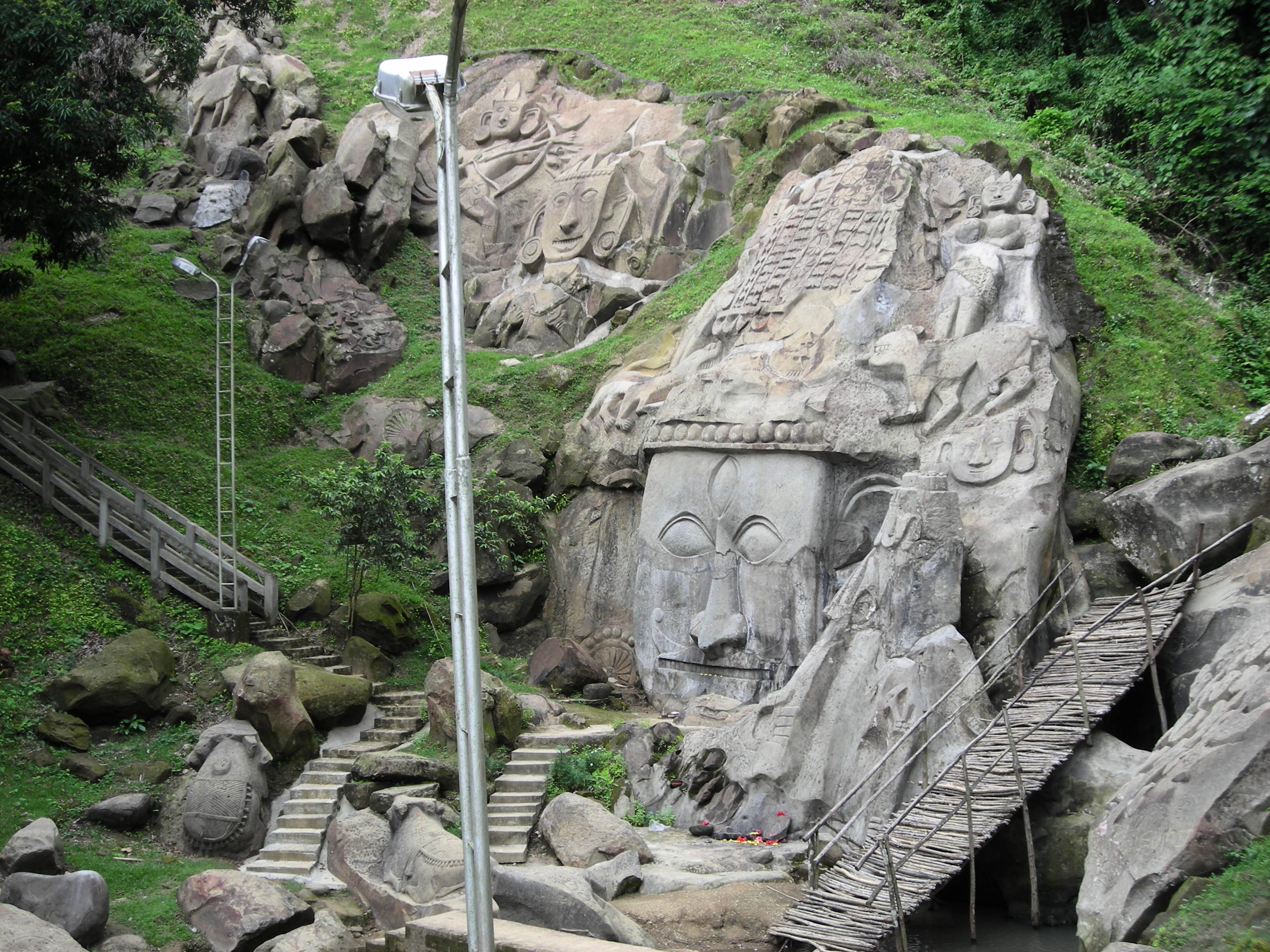
Unakoti là một di chỉ hành hương của giáo phái Ấn Độ giáo Shaiva trong lịch sử, có niên đại từ thế kỷ VII–IX. Các khối đá được chạm khắc mô tả các thần Shiva và Ganesha.

Tripura nổi tiếng với các đồ thủ công làm bằng tre và mây. Tre, gỗ và mây được sử dụng để tạo ra một loạt gia cụ, dụng cụ, quạt cầm tay, chế phẩm mô phỏng, chiếu, rổ, tượng thần và vật liệu trang trí nội thất.:39–41 Âm nhạc và vũ đạo là các loại hình không thể thiếu trong văn hóa Tripura. Một số nhạc cụ địa phương là sarinda, chongpreng (các loại đàn), và sumui (một loại sáo).:344–5 Mỗi cộng đồng bản địa lại sở hữu riêng vốn tiết mục ca khúc và vũ đạo biểu diễn trong các hôn lễ, các công việc tôn giáo, và các lễ hội khác. Người Tripura và người Jamatia biểu diễn vũ điệu Goria trong dịp Goria Puja. Các vũ điệu khác của người Tripura là Jhum, Lebang, Mamita, hay Mosak sulmani. Cộng đồng Reang được chú ý với vũ điệu Hojagiri, vũ điệu này do các thiếu nữ biểu diễn với các động tác giữ thăng bằng đồ vật. Vũ điệu Bizhu được người Chakma biểu diễn vào lễ hội Bizhu (ngày cuối của tháng Chaitra theo lịch Hindu). Các vũ điệu khác bao gồm Wangala của người Garo, Hai-hak của nhánh Halam của người Kuki, và Sangrai và Owa của người Mog. Bên cạnh đó, âm nhạc và vũ đạo cổ điển Ấn Độ, Rabindra Sangeet của Rabindranath Tagore cũng được biểu diễn. Sachin Dev Burman là một thành viên vương thất Tripura, ông là một nhà soạn nhạc bậc thầy trong thể loại âm nhạc đại chúng filmi.
Các tín đồ Ấn Độ giáo tin rằng Tripureshwari là nữ thần bảo hộ của Tripura và một diện mạo của Shakti.:30 Các lễ hội quan trọng trong bang là Durga Puja, Kali Puja, Ashokastami và thờ phụng các thần Chaturdasha. Một số lễ hội tiêu biểu cho việc dung hợp các truyền thống địa phương các nhau, như Ganga Puja, Garia Puja, Kharchi Puja và Ker Puja. Unakoti, Pilak và Devtamura là các di chỉ lịch sử, nổi tiếng với các bộ sưu tập lớn về tác phẩm khắc đá. Những tác phẩm điêu khắc này là bằng chứng cho sự hiện diện của tín đồ Phật giáo và giai cấp Bà-la-môn trong nhiều thế kỷ, và đại diện cho một sự dung hợp nghệ thuật hiếm hoi của các tôn giáo có tổ chức truyền thống và ảnh hưởng bộ lạc.
Bóng đá và cricket là hai môn thể thao phổ biến nhất tại Tripura. Thủ phủ Agartala có giải vô địch các câu lạc bộ bóng đá riêng, được tổ chức thường niên với thể thức loại trực tiếp. Tripura tham gia giải cricket quốc nội của Ấn Độ là Ranji Trophy với tư cách đội của một bang miền Đông. Tripura tham gia đều đặn Đại hội thể thao quốc gia Ấn Độ và Đại hội thể thao Đông Bắc Bộ (Ấn Độ).